# Kinnegad
Kinnegad (iriska: Cionn Átha Gad) är ett samhälle i grevskapet Westmeath i Republiken Irland. Kinnegad ligger där vägarna N4 och N6 möter varandra. Antalet invånare är 2 662.
Det har byggts mycket i området, bland annat ett nytt hotell med 48 rum ("The Hilamar Hotel") på huvudgatan där det välkända "Harry's of Kinnegad" en gång låg. Där finns också ett flertal pubar. Samhället saknar faciliteter som bibliotek, idrottsplatser och internetcaféer. Motorvägen M6 mellan Dublin och Galway går förbi Kinnegad.